# Langenhagen
För andra betydelser, se Langenhagen (olika betydelser).
Langenhagen är en tysk stad i Region Hannover i förbundslandet Niedersachsen. Staden har cirka 56 000 invånare.
Landskapstypen kring staden är Geest. Langenhagen ligger cirka 7 km norr om Hannovers centrum.
Staden är ansluten till Hannovers kollektivtrafik, bland annat med buss och pendeltåg (S-Bahn). I stadens territorium ligger Hannover-Langenhagens flygplats.
2013 flyttade ishockeyklubben Hannover Scorpions från TUI Arena till ishallen i Langenhagen.

## Historia
Langenhagen var länge en mindre ort. Uppsvinget kom 1890 med järnvägslinjen mellan Hannover och Visselhövede. Samhället gynnades dessutom 1916 av en nybyggd hamn vid Mittellandkanal. Under andra världskriget förstördes många byggnader i orten som blev återuppbyggd. 1959 fick Langenhagen stadsrättigheter.

## Administrativ indelning
Langenhagen består av följande Ortsteile.

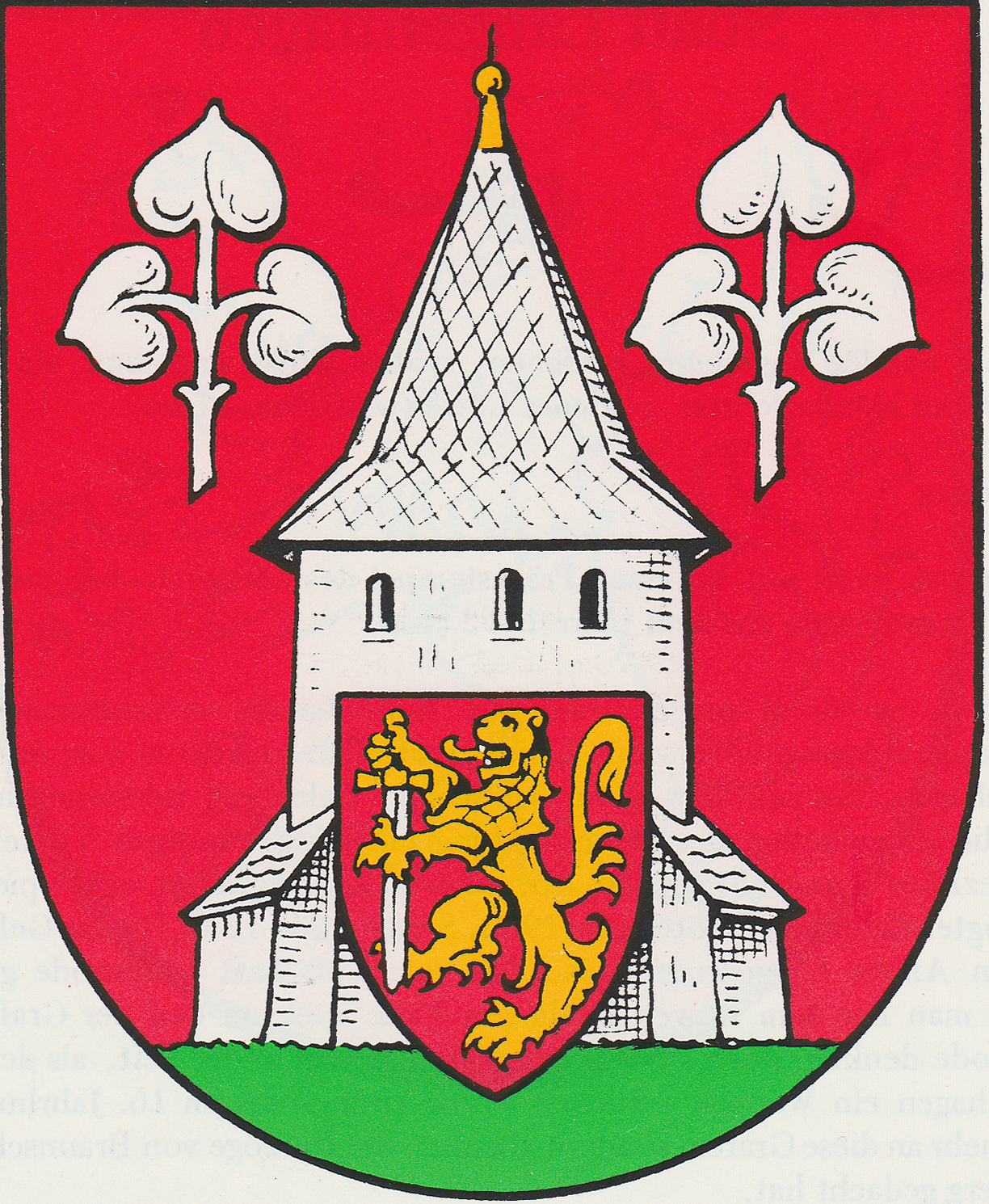
Engelbostel
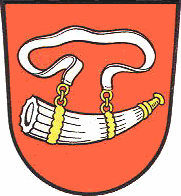
Godshorn
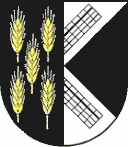
Kaltenweide
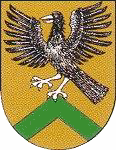
Krähenwinkel
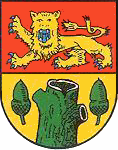
Schulenburg